# Lepidodexia bogotana
Lepidodexia bogotana är en tvåvingeart som först beskrevs av Günther Enderlein 1928.  Lepidodexia bogotana ingår i släktet Lepidodexia och familjen köttflugor.
Artens utbredningsområde är Colombia. Inga underarter finns listade i Catalogue of Life.